# Eriauchenius namoroka
Eriauchenius namoroka is een spinnensoort uit de familie Archaeidae. De soort komt voor in Madagaskar.